# Borgarbeväpning
Borgarbeväpning var trupper bildade av städers borgerskap. De förekom främst under medeltiden, men fortlevde till tidigt 1900-tal på enstaka platser i Europa.

## Ursprung
De första tillstymmelserna till en ordnad borgarbeväpning har man att söka i de italienska städerna under deras oupphörliga strider med kejsarna under 1000-talet och 1100-talet. Alla borgare där var skyldiga till krigstjänst inom staden och stod under befäl av stadsföreståndaren (podestà) eller en folkkapten (capitano del popolo). När städerna blev rika, tröttnade borgarna snart på krigstjänsten och lejde trupper. 

## Tyskland
Något senare än i de italienska städerna uppblomstrade borgarbeväpningar i de tyska, bland vilka särskilt Hansans förtjänar att omnämnas. Borgarna, som var förträffligt beväpnade och väl övade, i synnerhet i armborstskjutning, slöt sig samman i gillen, stod under rådsherrarnas befäl och under borgmästarens överbefäl. Dessa borgarbeväpningar blev av stor betydelse, och kungar var ofta måna om deras bistånd. Det var också i städerna som artilleriet först kom till användning. Borgarbeväpningarna fortlevde in i nyare tiden och anlitades vid städernas försvar (till exempel vid Magdeburgs 1631). Sedermera avtog deras betydelse alltmer, och de användes endast vid viktiga tillfällen till att upprätthålla ordning inom staden. I denna egenskap fanns de i många städer ännu vid 1900-talets början.

## Sverige
Vid Riksdagen 1624 beslutades att sätta upp borgarbeväpning i Sverige. I beslutet från riksdagen förklaras följande:
| ” | Alla Rikzens Innbyggiare, så månge som hemma sittia I Städerne ock på landet, skola låta sig munstra, skrifwa i Roother och förskaffa sig efter embnet wärior och byssor; och ingen ware där före frij, ehoo han äre. | „ |

Vid Riksdagen 1625 samt även vid Riksdagen 1675 förnyades denna försäkran och man lovade att:
| ” | ...med all wår macht och Man ur huset ställa oss till mootwärn i fall nöden thet ässka skulle. | „ |

Detta förtydligades ytterligare genom en förordning av år 1650. I en beräkning av Sveriges krigsmakt 1644 bestod då Stockholms borgerskaps militärkårer av 9 kompanier, Kalmars av 2 kompanier, Jönköpings och Nyköpings av vardera 1 kompani och Göteborgs borgerskaps militärkårer av 4 kompanier.
Gustav III utgav noggranna bestämmelser angående borgarbeväpningen, som fick namn av Borgerskapets militärkårer och stod i rang näst efter kungens liv- och hustrupper. Varje borgare skulle låta inskriva sig däri. Kårerna bestod av 5 bataljoner med 4 skvadroner till häst och 19 kompanier till fots.
Under krigsåren 1788-1790 gjorde Stockholms borgerskaps militärkårer vakttjänst i staden, och 1788 gjorde Göteborgs borgerskaps militärkårer vakttjänst i samband med krigshotet på Västkusten. Under denna tid uppsatte flera kuststäder borgargarden. Även under Finska kriget gjorde Stockholms borgerskaps militärkårer vakttjänst. Under 1800-talet minskade dock intresset för borgarkårerna, Stockholms borgerskaps militärkårer upplöstes 1870 i samband med att borgerskapets militärtjänst som särskilt stånd upphört att gälla.

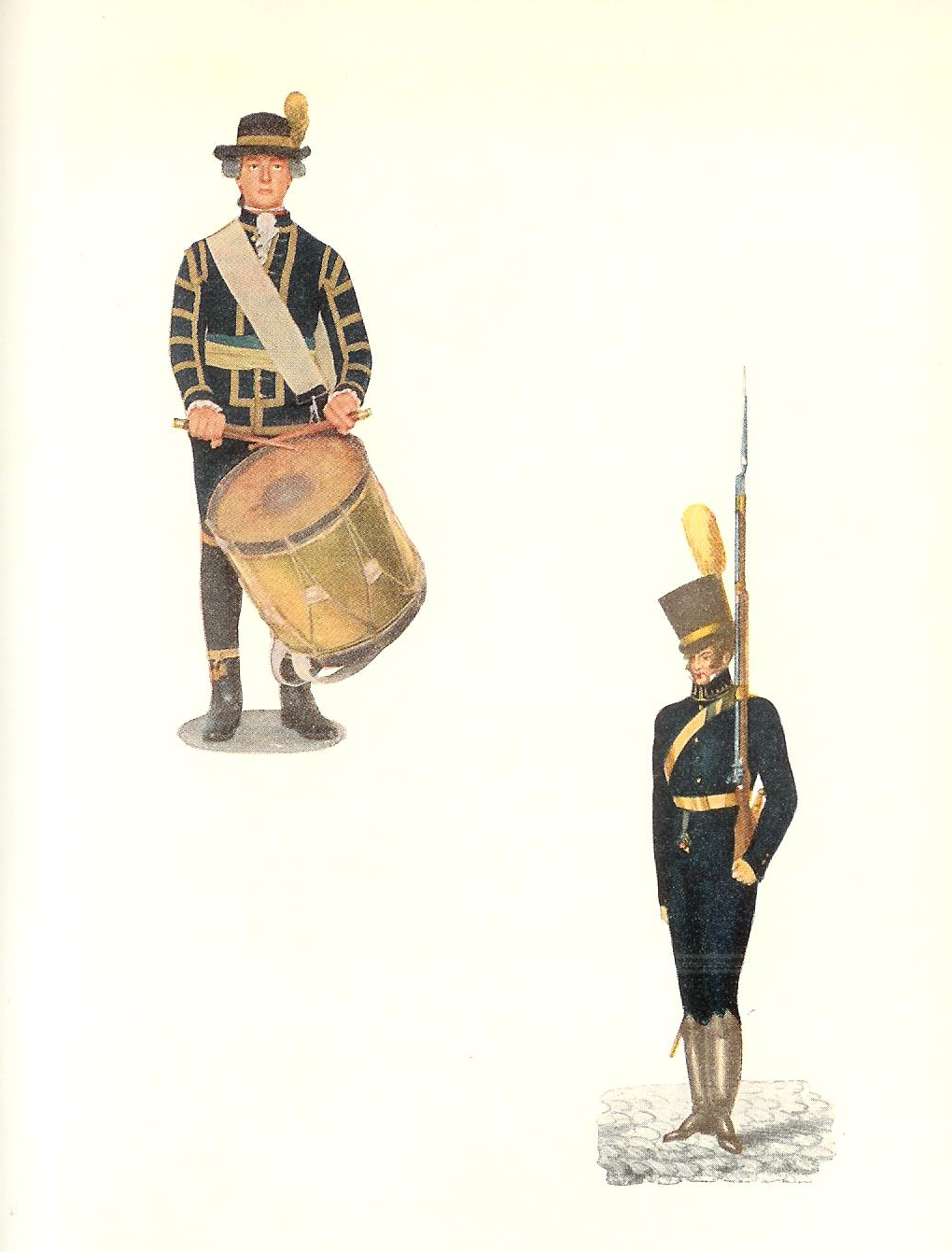
Uniformer vid Stockholms stads borgerskaps militärkårer från 1779 (till vänster) och 1825 (till höger).
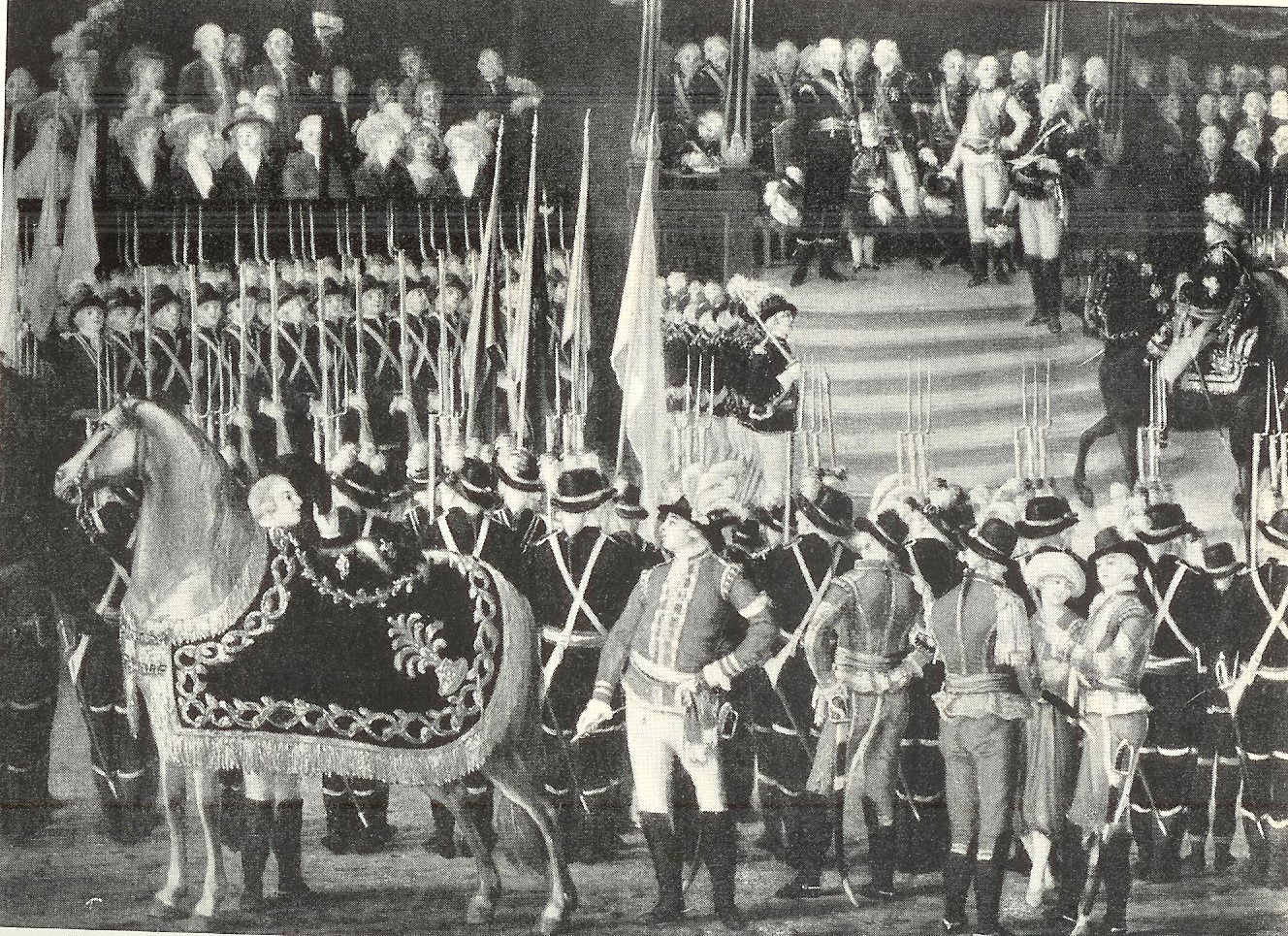
Stockholms stads borgerskaps militärkårer 1790
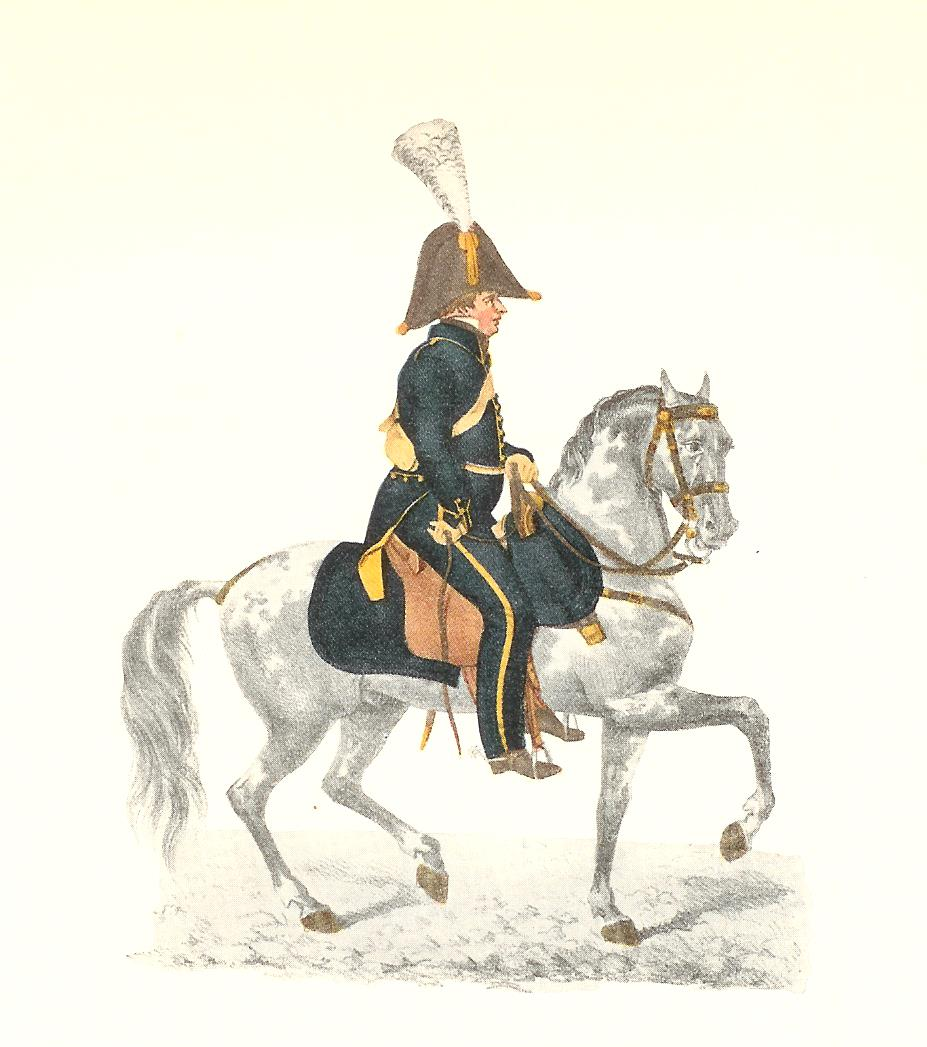
Stockholms stads borgerskaps militärkårer Kavalleri 1820
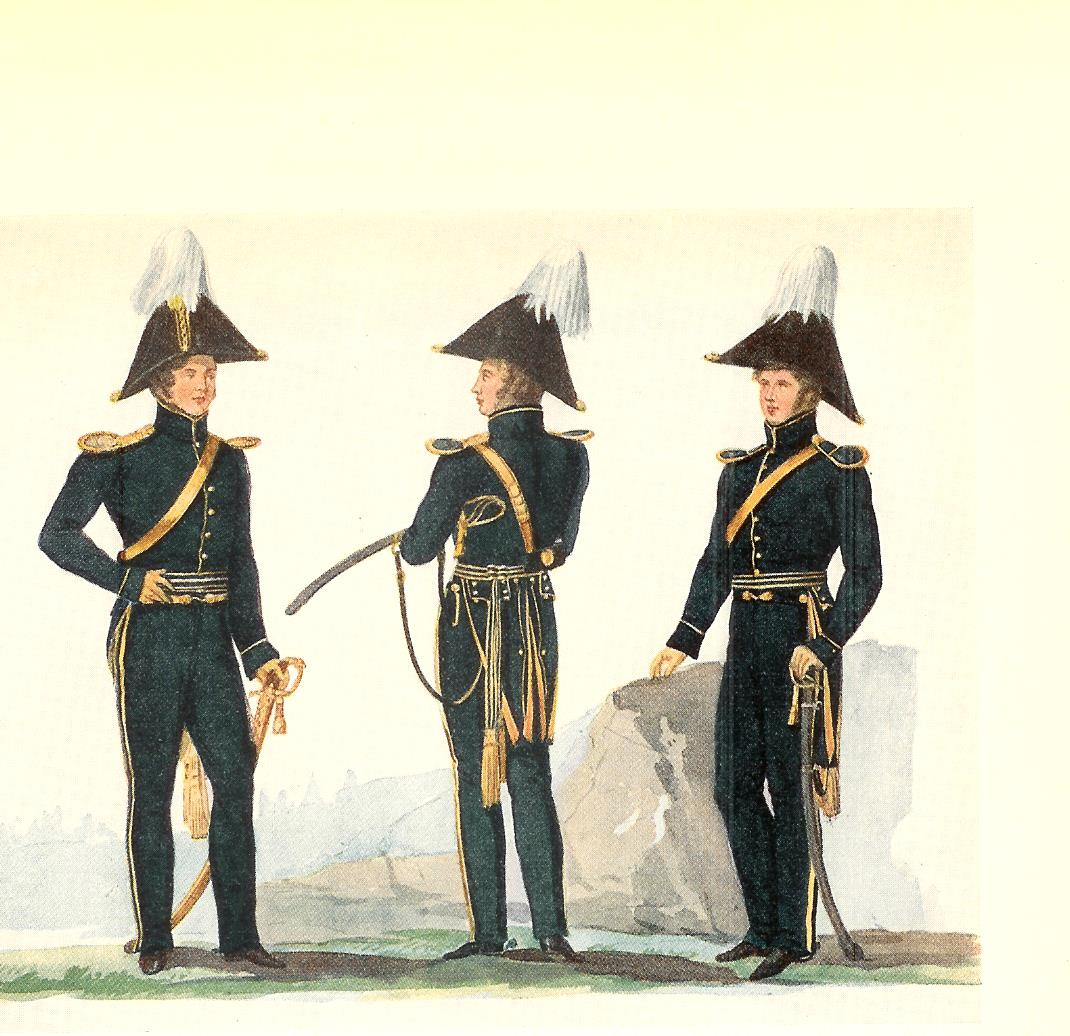
Stockholms stads borgerskaps militärkårer Kavalleri 1836
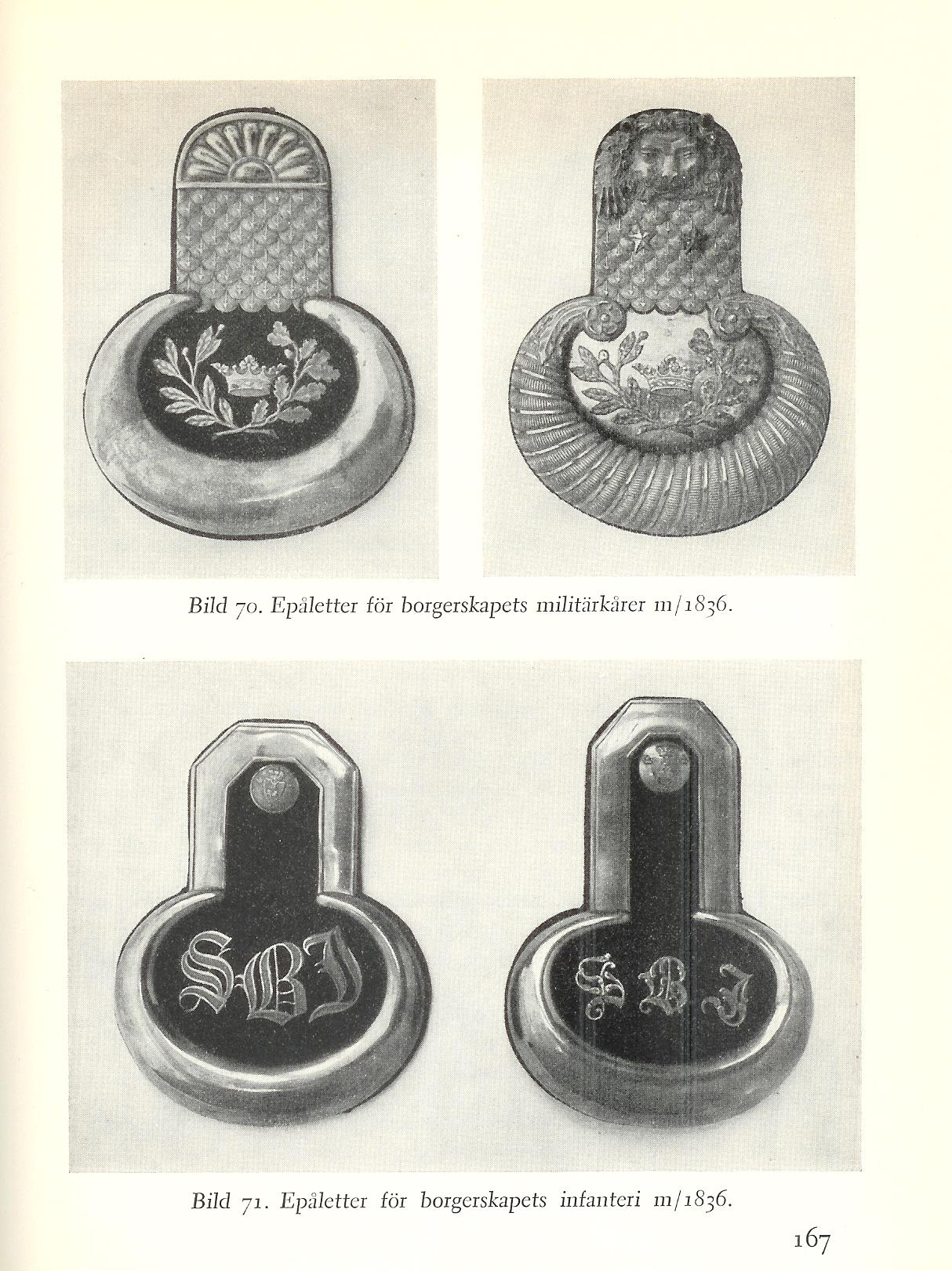
Stockholms stads borgerskaps militärkårer Epåletter

## Norge
I Norge fanns borgarbeväpning i de flesta städer ända till 1881 då de avskaffades.